# Radiodifusión Pública de Georgia
Radiodifusión Pública de Georgia (en georgiano: საქართველოს საზოგადოებრივი მაუწყებელი - Sakartvelos Sasogadoebrivi Mauzkebeli), también conocida por las siglas GPB (en georgiano, სსმ), es la empresa de radiodifusión pública de la República de Georgia. Actualmente gestiona dos emisoras de radio y dos canales de televisión.
Es miembro activo de la Unión Europea de Radiodifusión desde 2005.

## Historia
Las primeras emisiones de radio en Georgia comenzaron el 23 de mayo de 1925 como Radio Tiflis, mientras que el primer canal de televisión inició su actividad el 30 de diciembre de 1956. La programación pasó a ser diaria a partir de 1961. El desarrollo de los medios de comunicación en Georgia impulsó la creación de una segunda cadena de televisión en 1971 y la construcción de una torre de comunicaciones en Tiflis en 1972, con la que se dio cobertura de radio y televisión a las zonas más alejadas del territorio.
Con la independencia de Georgia en 1991, los transmisores de radio y televisión quedaron bajo control del nuevo estado y se adoptó el nombre «Corporación de Radio y Televisión de Georgia». La situación política del país, marcada por la guerra de Abjasia, dejó a la empresa bajo mínimos con solo un canal de radio y otro de televisión.
Después de la revolución de las rosas de 2003, el parlamento de Georgia aprobó una nueva Ley Audiovisual en diciembre de 2004. La corporación pasó a ser de titularidad pública y pasó a llamarse «Radiodifusión Pública de Georgia». Desde entonces gestiona a nivel nacional dos canales de televisión y dos emisoras de radio.

## Organización

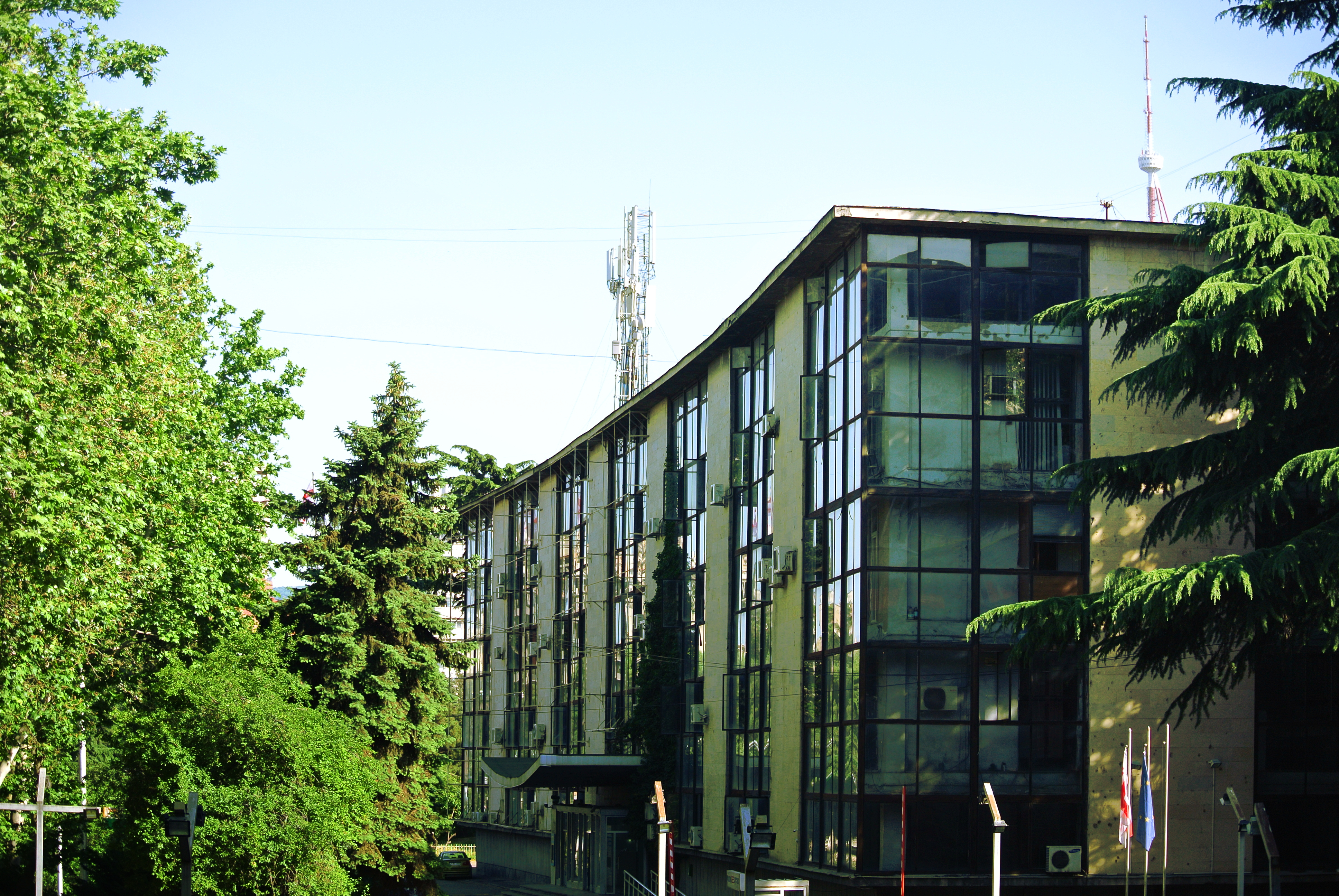
Sede de la Radiodifusión de Georgia en Tiflis.

Radiodifusión Pública de Georgia es una empresa pública controlada por el estado georgiano. Entre sus objetivos establece atender las necesidades e intereses de la sociedad georgiana, ofreciéndole la mayor variedad posible de información y conocimientos. Para ello señala metas como difundir iniciativas sociales, defender la herencia cultural y tradiciones, mantener un correcto uso del idioma, garantizar la identidad de los ciudadanos y evitar cualquier tipo de manipulación política, económica o de otra clase.
El mayor órgano es la Junta Directiva, que vigila el cumplimiento del servicio público. Está compuesto por nueve miembros con un mandato de seis años, con opción a una sola renovación, a quienes se les exige un mínimo de cinco años de experiencia en medios de comunicación. Un tercio de ese consejo se renueva cada dos años. La aprobación de nuevos miembros depende del parlamento y se reparte de la siguiente forma: dos nominados por el Defensor Público de Georgia, seis nominados por el parlamento y un nominado por el consejo supremo de Ayaria.
El grupo se financia con aportaciones directas del estado y con la emisión de publicidad.

## Servicios

### Radio
- Radio 1: (102.4 FM). Emisora generalista con información y entretenimiento. Emite desde 1925.
- Radio 2: (100.9 FM). Ofrece música y programas educativos. Emite desde 1995.

### Televisión
- 1TV: Ofrece una programación generalista con series, entretenimiento, informativos y acontecimientos especiales como los Juegos Olímpicos o el Festival de Eurovisión. Comenzó sus emisiones el 30 de diciembre de 1956.
- 1TV Sporti: empezó a emitir el 21 de mayo del 2024, con una programación especializada en deportes, reemplazando a 1TV Ganatleba.